# Acido oleico
La sua formula di struttura è C18H34O2 .L'acido oleico o acido cis-9-ottadecenoico è un acido carbossilico monoinsaturo a 18 atomi di carbonio della serie omega-9.
L'isomero trans prende il nome di acido elaidinico.

## Aspetto e proprietà fisiche
A temperatura ambiente si presenta come un liquido di aspetto variabile da incolore a giallastro e dall'odore caratteristico. Al di sotto dei 16 °C diventa solido.

## Ruolo biologico
Sotto forma di trigliceride è un componente importante dei grassi animali ed è il costituente più abbondante della maggioranza degli oli vegetali. L'acido oleico rappresenta il 75% circa degli acidi dell'olio di oliva. La percentuale di acido oleico libero presente nell'olio di oliva determina la sua acidità e conseguentemente la sua denominazione. Affinché l'olio di oliva si possa considerare extravergine, è consentita una percentuale di acido oleico libero non superiore a 0,8% del peso totale.
Come componente di fosfolipidi è presente in importanti strutture biologiche, quali le membrane cellulari e le lipoproteine.

## Usi
Derivati dell'acido oleico sono usati in varie industrie: alcuni esteri vengono impiegati nel settore tessile, della cosmesi e dell'industria del cuoio; sali alcalini (saponi) sono usati nell'industria saponiera; sali metallici insolubili in acqua vengono utilizzati nella preparazione di lubrificanti ed idrorepellenti.